# M67 (танк)
M67 (англ. Flame Thrower Tank M67) — огнемётный танк США 1950-х годов, средний по массе. Был создан в 1952—1954 годах на базе танка M48, по инициативе Корпуса морской пехоты. В ходе серийного производства, продолжавшегося с 1955 по, согласно различным источникам, 1956 или 1959 год, для морской пехоты и Армии США было выпущено 109 танков M67.
Армией США M67 использовались лишь в незначительных масштабах и сравнительно быстро выведены из эксплуатации в пользу более лёгких огнемётных танков M132. В Корпусе морской пехоты же M67 прошли модернизацию в начале 1960-х годов и активно применялись в ходе Вьетнамской войны, прежде чем быть окончательно снятыми с вооружения в 1972—1974 годах, после вывода сил Корпуса из Вьетнама.

## История создания и производства

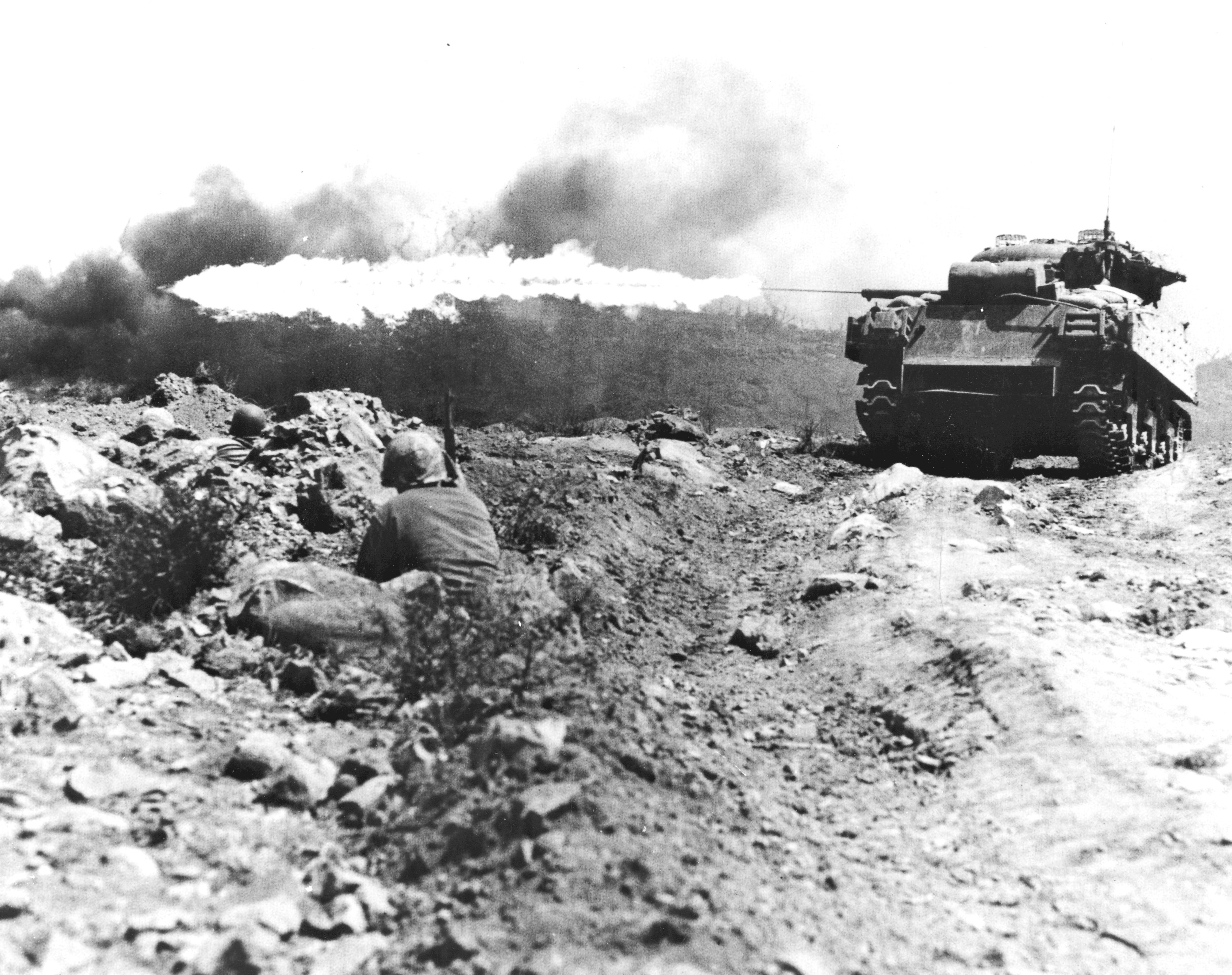
Огнемётный танк на базе M4

На протяжении Второй мировой войны США использовались различные типы импровизированных огнемётных танков на шасси лёгкого танка M3/M5 и среднего M4, и к концу войны успешное применение этих танков, особенно на Тихоокеанском театре военных действий, побудило Военное министерство принять на вооружение стандартизированный огнемётный танк M42 на базе M4, с размещением огнемёта на месте пушки в качестве основного вооружения. В октябре 1945 года была начата работа по созданию огнемётного танка на базе нового танка M26, предназначавшегося для замены устаревающего M4, однако по ряду причин, прежде всего из-за резкого послевоенного сокращения финансирования, выделяемого на разработку вооружений, особенно для нужд сухопутных войск, разработка продвигалась слишком медленно. Ряд вариантов такого огнемётного танка, под общим обозначением T35, рассматривался в 1945—1948 годах, но после дальнейшего изучения вопроса в июле — октябре 1948 года, Комитетом вооружений было решено отказаться от специализированных огнемётных танков, как нецелесообразных, и прекратить все работы над T35 в пользу вспомогательных огнемётов, устанавливаемых на линейные танки.
С этим решением, однако, был не согласен Корпус морской пехоты, что было обусловлено особенностями его взгляда на тактику применения бронетехники. Танки морской пехоты выполняли прежде всего роль средства поддержки пехоты, а в этой роли танки с огнемётом в качестве основного вооружения исключительно хорошо показали себя в ходе Второй мировой войны. Опыт Корейской войны, в которой применялись M42 и другие устаревшие огнемётные танки, послужил для Корпуса морской пехоты дополнительным доводом для требования разработки современного огнемётного танка. В 1949 году комендант корпуса сообщил армии, что считает её планы разработки вспомогательных огнемётов неудовлетворительными и отправил запрос на разработку на базе перспективного среднего танка T42 огнемётного танка с огнемётом в качестве основного вооружения. Это осталось единственным случаем получения Корпусом морской пехоты отдельного образца вооружения, исключительно для своих нужд, через систему материально-технического обеспечения сухопутных войск. В результате переговоров между армией и морской пехотой было достигнуто неформальное соглашение, что огнемётная башня для установки на шасси линейного танка может быть разработана за 2,5 года, а стоимость проекта составит 100 000 $. Поскольку у армии в тот момент не имелось потребности в подобной машине, всё финансирование должна была обеспечить морская пехота, что являлось для неё проблематичным в рамках бюджета мирного времени. В конечном счёте, после всех задержек, к тому времени, как Корпус морской пехоты наконец был готов профинансировать проект, за разработку огнемётного танка уже взялась армия.
Разработка огнемётного танка с огнемётом в качестве основного вооружения была начата Химическим корпусом на базе перспективного среднего танка T42, но к тому времени, как была изготовлена опытная огнемётная башня, разработка T42 была прекращена, и в 1951 году башня была установлена на шасси нового серийного среднего танка M47, с присвоением машине обозначения T66. Но так как сам M47, считавшийся переходным образцом, ко времени постройки прототипа T66 был снят с производства, после завершения испытаний последнего в 1952 году, работы были продолжены уже на шасси нового танка M48.

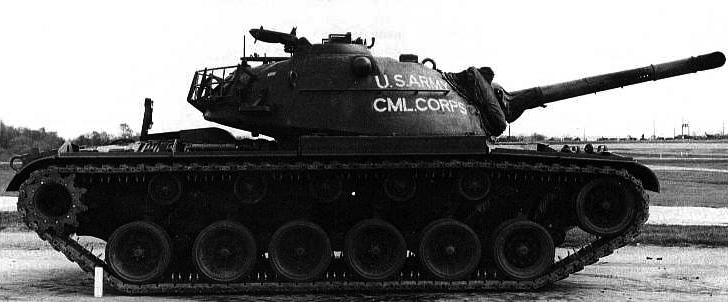
Прототип T67 на Абердинском полигоне, 5 ноября 1953 года

Проекту было присвоено обозначение Flame Thrower Tank T67, и не позднее начала ноября 1953 года прототип огнемётного танка был изготовлен на базе M48 раннего выпуска и доставлен на Абердинский полигон для испытаний. Конструктивные отличия T67 от базового танка фактически сводились к установке огнемёта с его системой питания и прицелами на месте пушки и связанных с ней компонентов, а также новым, более низким, передними осветителям, требовавшимся для обеспечения большего, чем у пушки, угла склонения огнемёта. Также перед конструкторами была поставлена задача сделать огнемётный танк неотличимым от линейного на расстоянии более 50 метров, что было достигнуто установкой ствола огнемёта, имитировавшего отсутствовавшую пушку, хотя и отличавшегося несколько меньшей длиной и большей толщиной. 13 октября 1954 года Химическим корпусом был принят на вооружение предназначенный для T67 огнемёт M7-6 в огнемётной башне T7. После серии собственных испытаний, Корпус морской пехоты заказал серию из 56 танков T67, а также 17 огнемётных башен, установленных на переоборудованных линейных M48A1. Помимо этого до стандарта серийных T67 был доработан прототип, доведя общее число выпущенных танков базовой модификации до 74 единиц. 1 июня 1955 года OTCM № 35901 T67 был принят на вооружение под обозначением Огнемётный танк M67 (англ. Flame Thrower Tank M67), одновременно с этим была принята на вооружение башня T7 под обозначением Башня огнемётного танка M1 (англ. Flame Thrower Tank Turret M1).

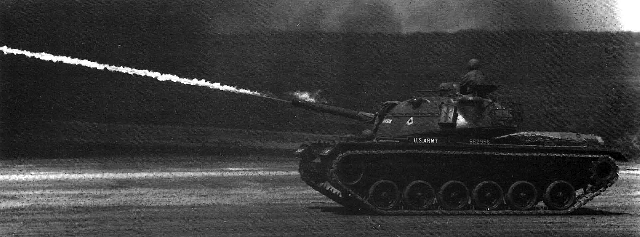
M67A1 в Форт Ноксе

Серийное производство M67 было начато в 1955 году, но с появлением новой модификации базового танка, M48A2 начались работы по модернизации огнемётного танка. Огнемёт M7-6 был переработан в соответствии с требованиями Армии США, получив при этом обозначение M7A1-6. Помимо нового огнемёта и отличий в базовом шасси, включавших прежде всего установку усовершенствованного двигателя и увеличение ёмкости топливных баков, модернизированный танк получил также новый прицел и механизмы наведения. По заказу Армии, заводом «Крайслер» в Делавэре была выпущена серия из 35 танков; по разным данным, в 1955—1956 или в 1956—1959 годах. 8 января 1959 года OTCM № 36947 модернизированный танк был официально принят на вооружение под обозначением M67A1.
Начатая Армией в 1959 году программа модернизации M48 с целью приближения его к стандарту нового танка M60 побудила Корпус морской пехоты инициировать аналогичную переделку собственных огнемётных танков. В конце 1961 года морской пехотой были выделены средства для переоборудования 35 шасси M67 до стандарта нового M48A3 и 1 февраля 1962 года OTCM № 37996 модернизированному танку было присвоено обозначение M67E1. Хотя заказ на серийное производство танка был уже выдан, один из 35 заказанных M67E1 был предварительно изготовлен Детройтским арсеналом в качестве прототипа для испытания нововведений. Помимо аналогичных M48A3 усовершенствований, основным из которых являлся дизельный двигатель, в сочетании с вновь увеличенной ёмкостью топливных баков поднявший запас хода танка почти вдвое, на M67E1 были установлены аналогичная M67A1 система управления огнём, спаренный пулемёт M73 и ряд других новых компонентов башни. 25 июня 1962 года M67E1 был AMCTC 128 принят на вооружение под обозначением M67A2 и, параллельно с программой M48A3 в 1963—1964 годах, армейскими складами в Ред-Ривер и Эннистоне до нового стандарта были переоборудованы 73 из 74 выпущенных M67 Корпуса морской пехоты, в среднем по 5 машин в месяц.

## Конструкция
M67 имел классическую компоновку, с расположением отделения управления в лобовой, боевого отделения — в средней и моторно-трансмиссионного отделения — в кормовой части машины. Экипаж M67 по сравнению с базовым танком лишился заряжающего и состоял из трёх человек: командира, наводчика и механика-водителя.

### Броневой корпус и башня
M67 имел дифференцированную противоснарядную бронезащиту, выполненную с широким применением рациональных углов наклона. Корпус M67 был идентичен базовому танку и представлял собой жёсткую цельнолитую несущую конструкцию из броневой стали. Лобовая часть корпуса имела полуэллиптическую форму: верхняя часть лба корпуса имела толщину 110 мм и угол наклона в 60° к вертикали, тогда как нижняя — наклон в 53° и толщину 102 мм в верхней части, постепенно утончаясь до 61 мм у днища. Борта корпуса имели сложную форму, с неглубокими нишами внутри гусеничного обвода и местными нишами под башней, приведённая толщина бортов в районе моторно-трансмиссионного отделения составляла 51 мм, а в районе боевого отделения — 76 мм, плавно переходя в лобовую часть. Кормовая часть корпуса несколько различалась в зависимости от базового танка: на M67 корма корпуса в верхней части имела толщину 35 мм и наклон в 30°, в нижней, соответственно — 25 мм и 60°; на M67A1 и M67A2 же верхнюю половину 35-мм части заняли вертикальные 25-мм броневые жалюзи. В районе боевого отделения и отделения управления толщина крыши и днища корпуса составляла, соответственно, 57 и 38 мм, а в районе моторно-трансмиссионного отделения — 20…25 и 25 мм.

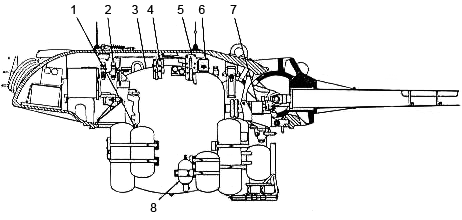
Внутренняя компоновка башни M67

Огнемётная башня M1 выпускалась в составе комплекта T89 и представляла собой цельный блок, путём установки которого, с минимальной сопутствующей переделкой, любой линейный M48 мог быть за 6—8 часов переоборудован в огнемётный, хотя на практике эта возможность никогда не использовалась. Бронировка башни полностью соответствовала линейному танку, вплоть до кожухов отсутствующего дальномера: цельнолитая башня M67 имела полусферическую форму, с развитой кормовой нишей и диаметром башенного погона 2159 мм. Толщина стенок литой башни плавно менялась по высоте в соответствии с углом наклона: приведённая толщина брони в лобовой части составляла 178 мм, плавно уменьшаясь до 76 мм к бортам и до 51 мм — к корме; толщина крыши башни составляла 25 мм. Орудийная амбразура в лобовой части башни закрывалась литой прямоугольной броневой маской толщиной 114 мм, расположенной под наклоном в 30°. Над местом командира устанавливалась командирская башенка M1 фирмы Aircraft Armament, выполнявшая также роль башенной установки для зенитного пулемёта и имевшая лишь противопульное бронирование
Посадка и высадка механика-водителя осуществлялась через подъёмно-сдвижной люк в крыше отделения управления, а командира и наводчика — через люк в крыше командирской башенки; люк исключённого из состава экипажа заряжающего использовался для перезарядки огнемёта. Помимо этого, в полу отделения управления под сиденьем наводчика имелся дополнительный люк для экстренного покидания танка. Доступ к агрегатам двигателя и трансмиссии осуществлялся через двери в корме корпуса, а также ряд лючков в корме, днище и крыше моторно-трансмиссионного отделения и перегородке между ним и боевым отделением. Для замены силового блока крыша моторно-трансмиссионного отделения снималась. Для действий при пониженных температурах отделение управления танка оборудовалось бензиновыми отопителями: двумя — на M67 и одним, повышенной производительности — на M67A1 и M67A2.

#### Защитные системы
M67 оборудовались стационарной системой противопожарного оборудования (ППО) двукратного действия, предназначенной для тушения пожаров в моторно-трансмиссионном отделении. В состав ППО входили три баллона, содержавших по 4,5 кг углекислоты, соединённых с находящимися в моторно-трансмиссионном отделении соплами; активация системы осуществлялась экипажем в ручном режиме. Для тушения пожаров в боевом отделении или снаружи танка, в боевом отделении M67 перевозился ручной огнетушитель, содержавший 2,3 кг углекислоты. Противоатомной защиты ранние модификации M67 не имели, хотя обычная фильтровентиляционная система создавала в обитаемых отделениях танка некоторое избыточное давление, препятствовавшее проникновению радиоактивной пыли внутрь. M67A2 могли оборудоваться двумя комплексами противоатомной защиты M8A2, которые должны были размещаться в башне и корпусе танка и представляли собой активировавшиеся вручную многоступенчатые фильтрующие установки, к которым подключались индивидуальные шланговые противогазы членов экипажа.

### Вооружение

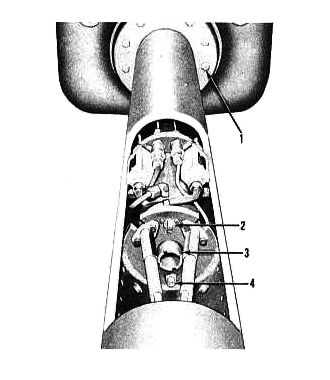
Устройство ствола огнемёта M7-6

Основное вооружение M67 составлял струйный пневматический огнемёт M7-6 или, на M67A1, его незначительно отличающаяся модификация M7A1-6. Ствол огнемёта был снабжён маскировочным кожухом, имитировавшим ствол пушки, хотя и бывшим несколько короче и толще, а также отличавшимся некоторыми мелкими деталями. Воспламенение огнесмеси осуществлялось при помощи двух электроискровых зажигателей в передней части кожуха ствола; огнемёт был снабжён стартовой системой, питавшейся незагущённым бензином и служившей также для запуска огнемёта в условиях пониженных температур, и углекислотной системой принудительного тушения остатков огнесмеси в кожухе после выключения огнемёта. Основной бак для огнесмеси, чья общая и полезная ёмкость составляли, соответственно, 1507 и 1382 литра, и бак со сжатым воздухом, ёмкостью 0,283 м³, размещались в левой части подбашенной корзины. Сжатый воздух хранился под давлением в 210 кгс/см², а рабочее давление огнемётной системы составляло 22,75 кгс/см², что обеспечивало M7-6 максимальную дальность стрельбы в 200 метров, хотя эффективная дальность ограничивалась приблизительно 100 метрами и могла ещё более снижаться в неблагоприятных погодных условиях. Запас огнесмеси позволял огнемёту вести непрерывную стрельбу в течение 55 секунд с соплом диаметром 22 мм и 61 секунды — с соплом диаметром 19 мм, по другим данным — соответственно, 60 и 70 секунд.
Огнемёт размещался в спаренной с пулемётом установке на горизонтальных цапфах в лобовой части башни, обеспечивавшей ему углы вертикального наведения от −12 до +45°; горизонтальное наведение осуществлялось поворотом башни. Наведение осуществлялось при помощи электрогидравлического привода марки Oilgear, обеспечивавшего максимальную скорость вертикального наведения до 4 град/с и горизонтального — до 24 град/с, либо дублирующего ручного винтового привода. M67A1 и M67A2 оснащались новым гидравлическим приводом фирмы Cadillac Gage, с дроссельным регулятором и постоянным давлением рабочей жидкости, что позволяло более точный контроль наведения при малых скоростях последнего. Система управления огнём M67 была существенно упрощена по сравнению с базовым танком за счёт отказа от дальномера и связанного с ним баллистического вычислителя. Наведение спаренной установки на цель осуществлялось при помощи перископического прицела, на танках базовой модификации — M21, в дальнейшем заменённого на M30 (XM30), имевшего увеличение 1,5× и поле зрения в 48°.

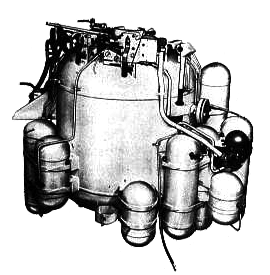
Система питания огнемёта M7
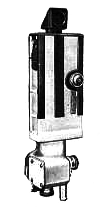
Перископический прицел M21
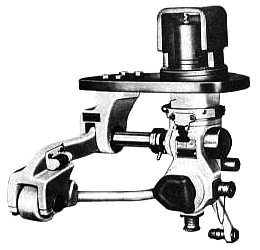
Перископический прицел M30

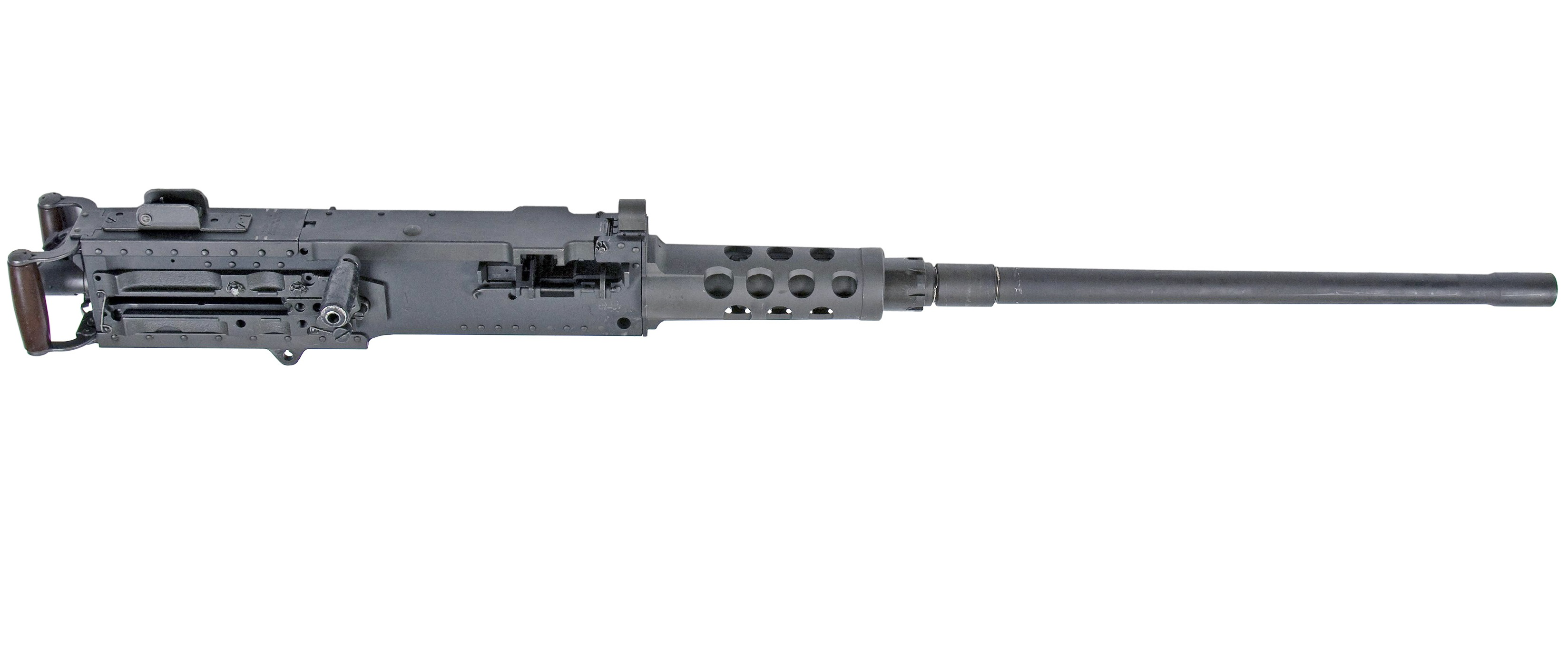
Пулемёт M2 HB

Вспомогательное вооружение M67 составляли: 12,7-мм зенитный пулемёт M2 HB, установленный в командирской башенке, и 7,62-мм пулемёт — M1919A4E1 на танках базовой модификации и M73 на последующих — в спаренной с огнемётом установке. Вертикальное и горизонтальное наведение зенитной пулемётной установки осуществлялось при помощи электрогидравлического привода, обеспечивавшего максимальную скорость поворота башенки в 15 град/с, либо дублирующего ручного; углы вертикального наведения пулемёта составляли −10…+60°. Для наведения пулемёта на цель использовался перископический прицел M28. Эффективная дальность стрельбы 12,7-мм пулемёта составляла около 1000 метров, предельная дальность прицельной стрельбы по крупным целям — около 1800 метров. Темп стрельбы M2 составлял 400—500 выстрелов в минуту, боевая скорострельность — 70—200 выстрелов в минуту. Боекомплект пулемёта составлял 600 патронов в 12 лентах, снаряжённых в магазин-коробки. Для M1919 эффективная дальность стрельбы составляла около 1000 метров, темп стрельбы — 500, боевая скорострельность — около 120 выстрелов в минуту. Темп стрельбы M73 составлял 500—625 выстрелов в минуту, эффективная дальность — до 900 метров. Боекомплект 7,62-мм пулемётов составлял 3500 патронов в 14 лентах в магазин-коробках. Помимо перечисленного, для самообороны экипажа танк комплектовался 11,43-мм пистолетом-пулемётом M3A1 и 180 патронами к нему в шести коробчатых магазинах, а также восемью ручными гранатами.

### Средства наблюдения и связи

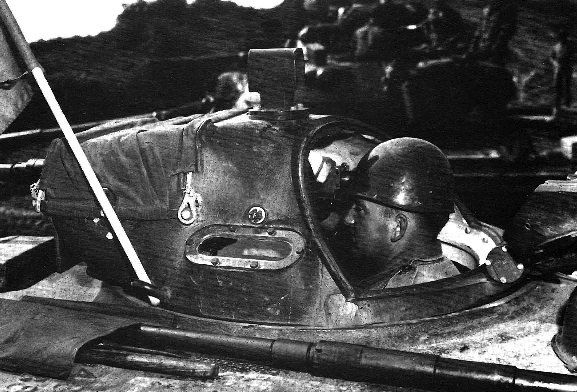
Командирская башенка M1

Из всех членов экипажа M67 наиболее развитым комплексом средств наблюдения, сосредоточенным в командирской башенке, обладал командир танка; в то время как базовые M48 оснащались четырьмя различными типами башенок, все огнемётные танки оснащались однотипными башнями с башенками M1. На марше командир мог осуществлять наблюдение за местностью, стоя в своём люке, тогда как для обзора в бою ему служили, помимо прицела пулемёта, пять расположенных по периметру башенки смотровых приборов (смотровых щелей), закрытых наклонными многослойными стеклоблоками. Наводчик каких-либо приборов наблюдения, помимо своего прицела, не имел, тогда как механик-водитель располагал тремя призменными перископическими смотровыми приборами однократного увеличения, обеспечивавшими обзор лобового сектора: M7 на M67 и M67A1 и M27 — на M67A2. Помимо этого, M67 всех модификаций оснащались перископическим прибором ночного видения механика-водителя активного типа, устанавливавшимся вместо центрального M7/M27 и работавшим за счёт подсветки местности фарами с инфракрасным светофильтром.
M67 и M67A1 для внешней связи оборудовались стандартной танковой радиостанцией из серии AN/GRC-3 — AN/GRC-8, устанавливавшейся в кормовой нише башни. AN/GRC-3 — AN/GRC-8 представляли собой дуплексные телефонные коротковолновые ламповые радиостанции с частотной модуляцией, в состав которых входили: «Набор A» — приёмопередатчик, предназначавшийся для связи между танками, в зависимости от радиостанции — модификаций RT-66/GRC, RT-67/GRC или RT-68/GRC, различавшихся лишь рабочими диапазонами частот; «Набор B» — приёмопередатчик RT-70/GRC, предназначенный для связи также с пехотными и артиллерийскими частями; вспомогательный приёмник, в зависимости от модификации, R-108/GRC, R-109/GRC или R-110/GRC — идентичные за исключением соответствующих «набору A» рабочих диапазонов; блока C-435/GRC, служившего для прямой ретрансляции между наборами «A» и «B»; усилителя ТПУ AM-65/GRC, блока питания PP-112/GR и контрольных панелей C-375/VRC. Рабочий диапазон станций составлял, для «Набора A» и вспомогательного передатчика и для «Набора B», соответственно: 20—27,9 МГц и 47—58,4 МГц — для AN/GRC-3 и −4, 27—38,9 МГц и 47—58,4 МГц для AN/GRC-5. Максимальная дальность связи с однотипной радиостанцией на стандартную антенну для AN/GRC-3 — AN/GRC-8 составляла 32—40 км. Также на танки этих модификаций могла опционально устанавливаться радиостанция AN/ARC-3 или AN/ARC-27, предназначавшаяся для связи с авиацией.

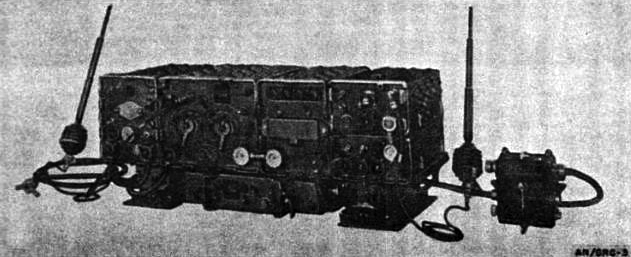
Радиостанция AN/GRC-3

M67A2 оснащались танковой радиостанцией нового поколения, типа AN/VRC-12, AN/VRC-46, AN/VRC-47, AN/VRC-53 или AN/VRC-64, в сочетании с опциональной AN/VRC-24 для связи с авиацией. Типовая AN/VRC-12 представляла собой симплексную телефонную ультракоротковолновую радиостанцию, в состав которой входили: приёмопередатчик RT-246-VRC, усилитель AM-1780-VRC и вспомогательный приёмник R-442-VRC. Радиостанция имела рабочий диапазон 30—76 МГц, состоявший из 920 фиксированных частот с шагом в 50 кГц и обеспечивала работу приёмопередатчика на 10 фиксированных частотах. Кроме радиосвязи, на корме танка устанавливался связанный с ТПУ телефонный комплект для связи с пехотой сопровождения, AN/VIA-1 на танках базовой модификации и AN/VIA-4 — на M67A2. Для внутренней связи M67 и M67A1 оснащались соединённым с радиостанцией танковым переговорным устройством (ТПУ) AN/VIC-1 на всех членов экипажа, тогда как на M67A2 устанавливалось новое ТПУ, интегрированное с радиостанцией.

### Двигатель и трансмиссия

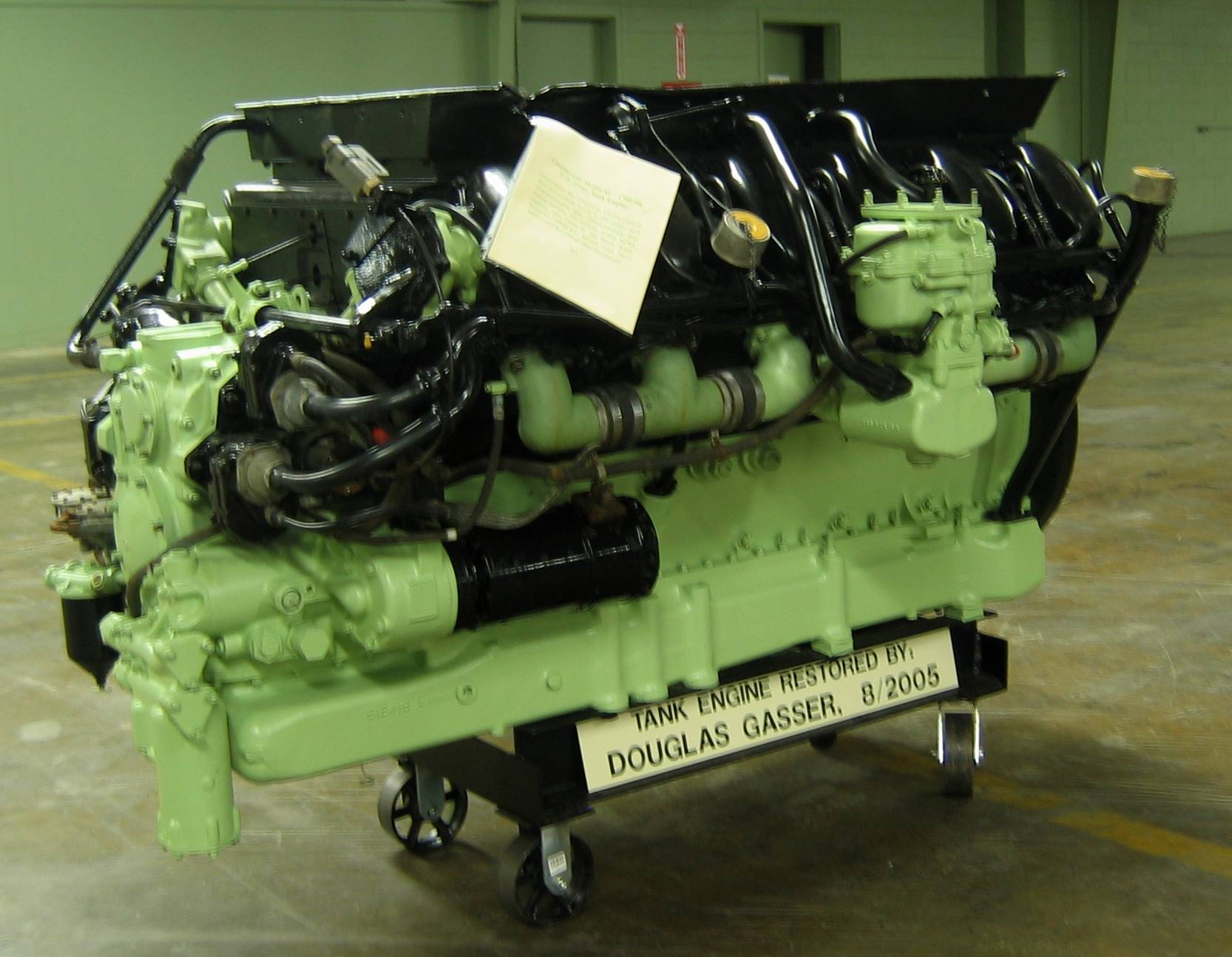
Двигатель AV-1790-5B

M67 оснащались V-образными 12-цилиндровыми четырёхтактными танковыми двигателями воздушного охлаждения, семейства AV-1790 фирмы Continental Motors, имевшими рабочий объём 29 361 см³. На танки первой модификации, базировавшиеся на шасси M48A1, устанавливался двигатель одной из незначительно различавшихся моделей AV-1790-5B, AV-1790-7, AV-1790-7B или AV-1790-7C — карбюраторных двигателей, развивавших максимальную мощность в 810 л.с. при 2800 об/мин и максимальный крутящий момент 221 кг·м (2169 Н·м) при 2200 об/мин; при установке в танк объектовые показатели составляли, соответственно, 690 л.с. и 195 кгс·м (1912 Н·м). M67A1, использовавшие шасси M48A2, оснащались двигателем AVI-1790-8 с непосредственным впрыском топлива, чьи максимальные и объектовые показатели, при тех же оборотах в минуту, составляли, соответственно, 825/690 л.с. и 231/203 кгс·м (2264/1993 Н·м). Топливом для двигателей служил бензин с октановым числом не ниже 80, удельный расход топлива для AV-1790-8 составлял 212 г/л.с.·ч. Металлические топливные баки размещались в моторно-трансмиссионном отделении по бортам от двигателя и имели ёмкость 757 литров на M67 и 1268 литров — на M67A1.
M67A2, модернизировавшиеся до стандарта M48A3, оборудовались дизельным двигателем AVDS-1790-2A с двумя турбокомпрессорами, развивавшим максимальную и объектовую мощность в 750 и 643 л.с. при 2400 об/мин и крутящий момент — 236 кгс·м (2318 Н·м) и 218 кгс·м (2135 Н·м) при, соответственно, 1800 и 1750 об/мин. Давление наддува в двигателе составляло 9,5 бар. AVDS-1790 использовал дизельное топливо марок DF-A, DF-1 или DF-2, с цетановым числом не ниже 40, и имел удельный его расход в 159—176 г/л.с.·ч. Ёмкость топливных баков на M67A2 была вновь увеличена, до 1457 литров. На M67 всех модификаций двигатель вместе с другими агрегатами силовой установки размещался в моторно-трансмиссионном отделении вдоль продольной оси танка и объединялся с системами охлаждения и смазки, а также трансмиссией, в быстросъёмный силовой блок.

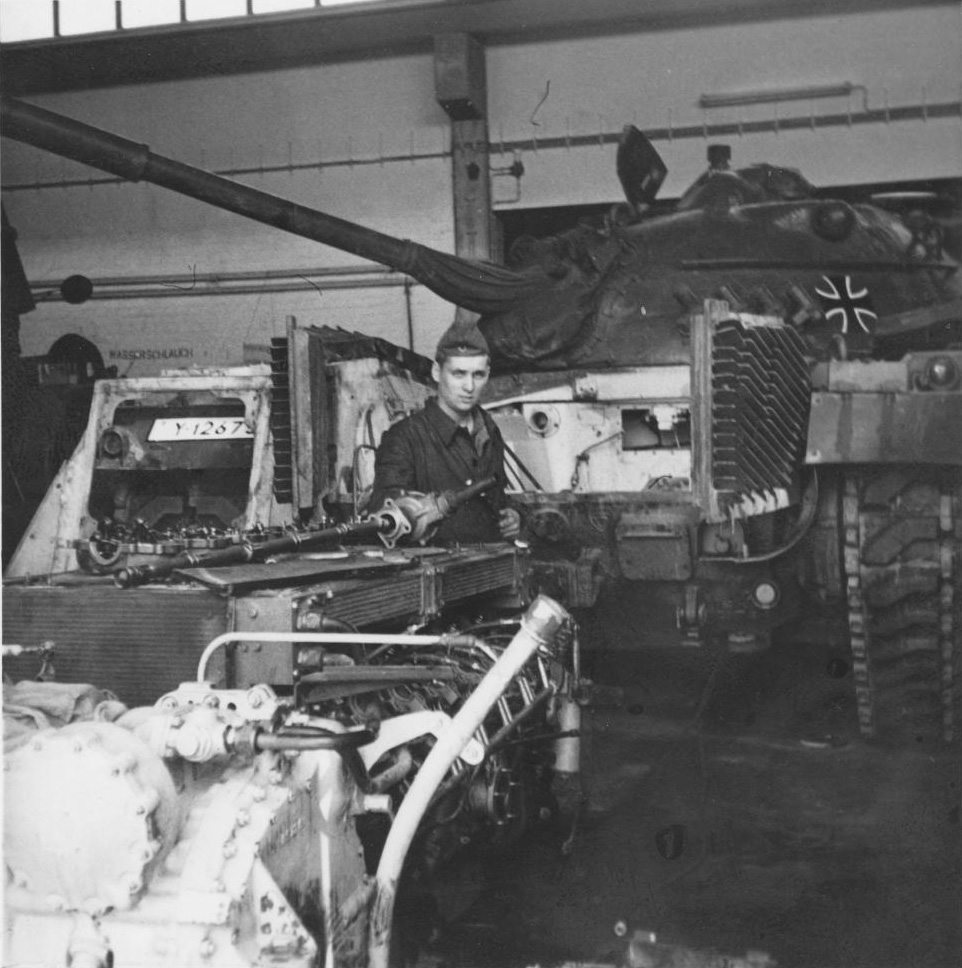
Силовой блок AVI-1790-8

M67 оснащались двухпоточной гидромеханической трансмиссией типа Cross-drive серии CD-850 фирмы Allison Transmission, модели CD-850-4A или CD-850-4B на танках базовой модификации, CD-850-5 — на M67A1 и CD-850-6A — на M67A2. В состав трансмиссии всех модификаций входили:
- цилиндроконический входной редуктор;
- комплексный гидротрансформатор, в ранних моделях — включённый последовательно с коробкой передач, образуя гидромеханическую коробку передач в основном потоке мощности, в CD-850-6A — последовательно с механизмом поворота;
- планетарная двухстепенная трёхступенчатая коробка передач, вместе с гидротрансформатором обеспечивавшая две передачи переднего и одну заднего хода;
- автоматический многодисковый блокировочный фрикцион (с трением стали по металлокерамике на медной основе) коробки передач;
- дифференциальный механизм поворота;
- многодисковые, с трением рабочих поверхностей в масле (сталь по металлокерамике на медной основе), тормоза механизма поворота;
- дисковые остановочные тормоза с трением в масле;
- одноступенчатые бортовые передачи с прямозубыми шестернями, с передаточным числом 5,08:1.

Управление поворотом танка осуществлялось при помощи штурвала. Все приводы управления трансмиссией снабжались гидросервоприводами, за исключением остановочных тормозов, управлявшихся от педали через простой механический привод.

### Ходовая часть
Ходовая часть M67 состояла применительно к одному борту из:
- шести сдвоенных обрезиненных опорных катков из алюминиевого сплава, диаметром 660 мм;
- пяти или, на M67A1 — трёх сдвоенных обрезиненных стальных поддерживающих катков;
- ленивца, по конструкции идентичного опорным каткам;
- ведущего колеса со съёмными венцами;
- на M67 и M67A1 в ходовую часть также входил сдвоенный обрезиненный каток малого диаметра, служивший для поддержания натяжения гусеницы при поворотах танка и предотвращения её спадания.

Подвеска опорных катков — индивидуальная моноторсионная, с пружинными ограничителями хода катков и амортизаторами на двух первых и двух последних катках с каждого борта: гидравлические амортизаторы на танках базовой модификации и фрикционные амортизаторы-демпферы — на последующих. Динамический ход катка составлял 206 мм, статический — 114 мм. Механизм натяжения гусениц — кривошипно-винтовой, с компенсирующим устройством.
На M67 всех модификаций устанавливались гусеницы типа T97E2 — одногребневые, цевочного зацепления, стальные, с параллельным резинометаллическим шарниром и резиновой асфальтоходной подушкой с грунтозацепами, шириной 711 мм и с шагом 176 мм, с каждого борта состоявшие из 79 траков.

## Организационно-штатная структура
В Корпусе морской пехоты в 1960-е годы M67 поступали на вооружение взводов огнемётных танков в составе танковых батальонов. Взвод огнемётных танков состоял из трёх отделений, включавших по три M67; всего, таким образом, в батальоне помимо 51 линейного танка насчитывалось 9 огнемётных. Поддержку огнемётных танков в бою осуществляло специализированное подразделение обслуживания, имевшее на вооружении смесительно-снаряжательную станцию M4, смонтированную на шасси 2,5-тонного грузового автомобиля и осуществлявшую приготовление огнесмеси и восполнение запаса сжатого воздуха.

## Эксплуатация и боевое применение

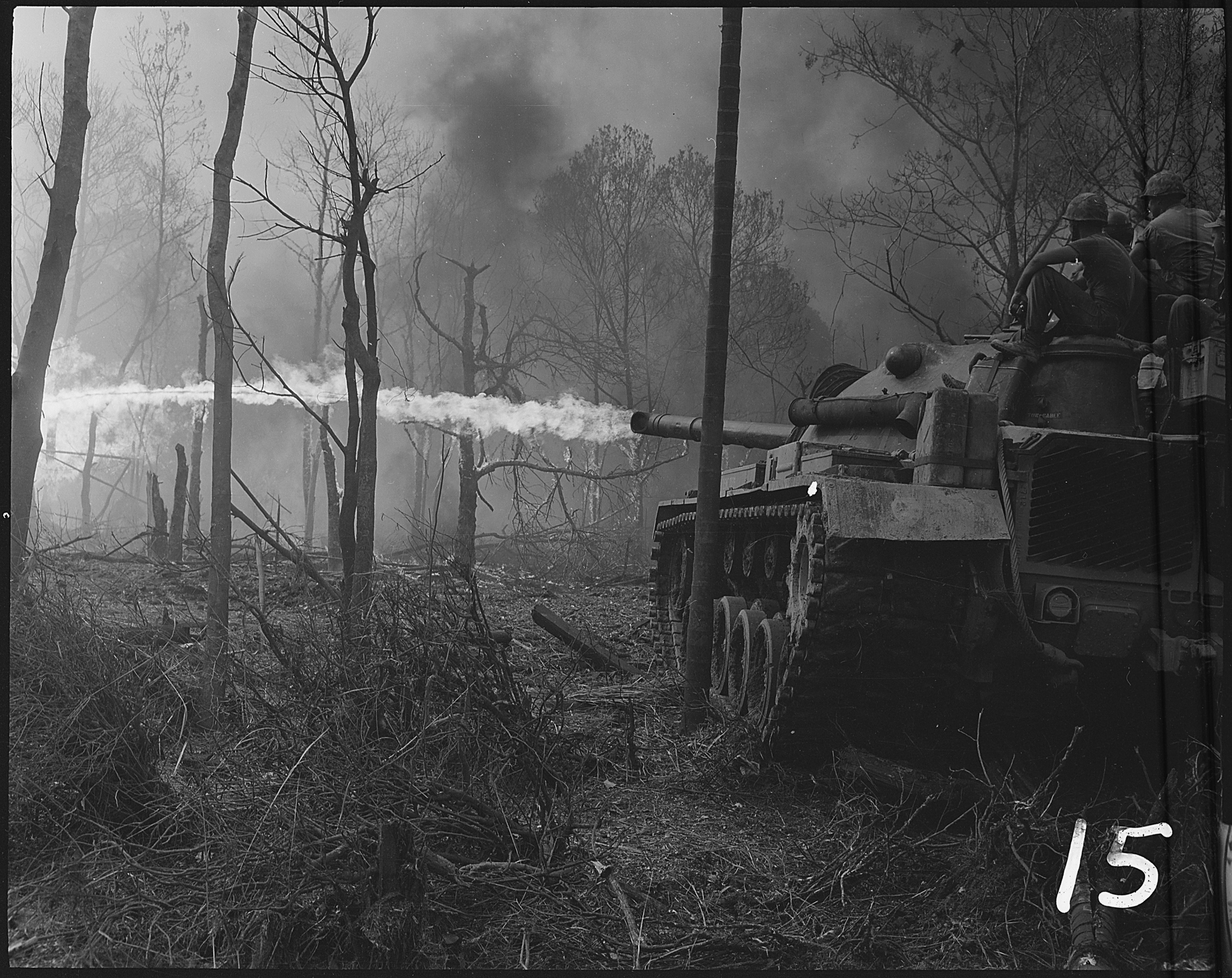
M67 1-го танкового батальона выжигают вьетнамскую деревню в районе Бинь Шона в ходе операции «Doser»

Хотя Армия США получила 35 M67A1, их использование сухопутными войсками оказалось незначительным; один взвод M67, в частности, дислоцировался в Форт Ноксе для демонстрационных нужд. В марте 1970 года танк официально был снят с вооружения Армии, в основном вследствие появления более дешёвых и лёгких огнемётных танков M132 на шасси бронетранспортёра. В значительно больших масштабах M67 поступили на вооружение Корпуса морской пехоты. Перевооружение подразделений морской пехоты на M67 велось параллельно с перевооружением на базовые M48; так, 3-я дивизия была перевооружена 11 апреля 1958 года, а к 1959 году M67 полностью заменили устаревшие огнемётные танки на базе M4 на вооружении Корпуса морской пехоты. В войсках M67, как и другие огнемётные танки до них, носили прозвище «Зиппо» (англ. Zippo), по популярной марке зажигалок.
Единственным конфликтом, в котором применялись M67, стала Вьетнамская война. Армия M67 во Вьетнам не перебрасывала, однако Корпус морской пехоты с самого начала войны не имел каких-либо особых ограничений на использование своей бронетехники, включая M67. Во Вьетнаме M67A2 имелись в составе 1-го и 3-го танковых батальонов, на вооружении которых к концу 1965 года насчитывалось 12 огнемётных танков. Всего же на вооружении Корпуса морской пехоты по состоянию на 1967 год имелось 73 M67 из 75 положенных по штату; из этого числа 36 машин, в том числе 34 боеготовых, находилось в боевых частях — четырёх танковых батальонах.
M67 использовались в ряде операций Вьетнамской войны. Одной из первых среди них стала операция «Starlite», в которой отделение в составе трёх огнемётных танков, вместе с пятью M48, было высажено в секторе «Green» для поддержки 2-го батальона 7-го полка морской пехоты. В битве за Хюэ в 1968 году, первыми танками, вошедшими в город, стали два M67 вместе с двумя M48 из штабной роты 3-го танкового батальона, перенаправленные в ходе переброски батальона в Куангчи. В течение 11 дней эти четыре танка являлись единственной бронетехникой морской пехоты в городе, поддерживая 2-й батальон 5-го полка и 1-й батальон 1-го полка морской пехоты в боях к югу от реки Хыонг. При Хюэ огнемётные танки применялись также для задач охранения, однако, оказавшись без необходимых машин снабжения для перезаправки огнесмесью, M67 использовали своё пулемётное вооружение значительно чаще, чем огнемёт.

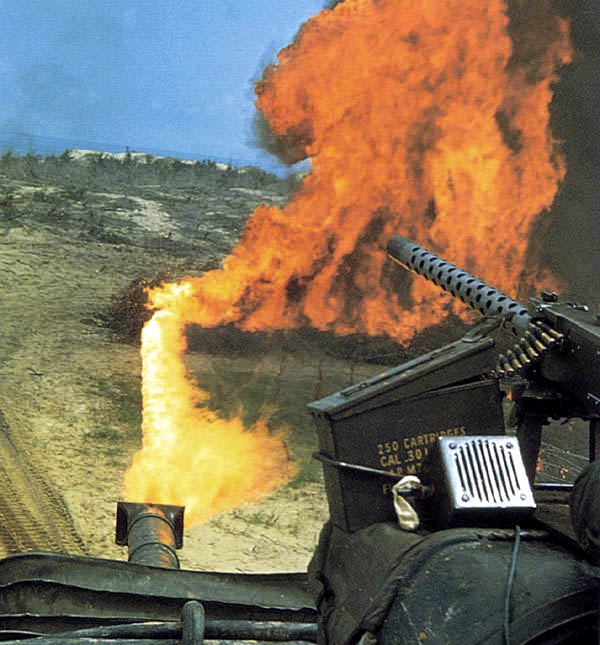
M67 ведёт огонь по придорожным зарослям. Вьетнам, 1967 год

Как правило, огнемётные танки во Вьетнаме применялись поодиночке, также M67 часто включались в состав обычных танковых взводов для их усиления. В целом, применение M67 во Вьетнаме оказалось ограниченным. Вследствие недостаточного возимого запаса огнесмеси для применения в глубоких рейдах, M67 использовались преимущественно в системе обороны баз. На базах нередким было даже использование M67 для выжигания растительности по периметру и сжигания отходов. Помимо недостаточного боезапаса, одной из причин ограниченного использования огнемётных танков во Вьетнаме стало также активное применение воздушных напалмовых бомбардировок авиацией морской пехоты, снижавшее потребность в наземных огнемётах.
В условиях партизанской войны характерным для боёв во Вьетнаме было использование огнемётных танков для ведения заградительного огня по местам возможного укрытия партизан, в частности, при охранении колонн — для выжигания зарослей по обочине дороги; кроме того M67 показали себя действенным средством борьбы с засадами. Одной из традиционных ролей огнемётов являлась борьба с укреплёнными позициями; M67, в частности, применялись для выжигания вьетнамских укреплений в окрестностях базы Контхиен. Уничтожение ДОТов стало во Вьетнаме одной из основных задач M67 в наступательных операциях, и в этой роли огнемётные танки показали себя успешно.

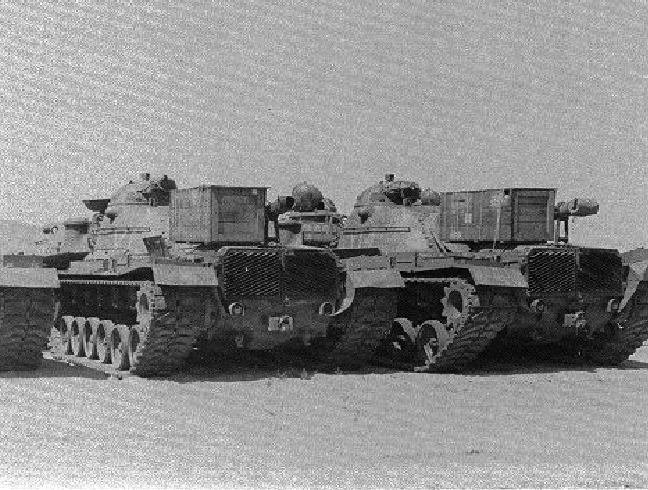
M67A2 на хранении в Барстоу

С выводом сил морской пехоты из Вьетнама, Корпус начал рассматривать снятие огнемётного танка с вооружения. В письме AO3B21 коменданта Корпуса морской пехоты от 10 ноября 1971 года указывалось, что необходимость глубокой модернизации M67A2, их низкая надёжность и ремонтопригодность, на фоне тяжёлого финансового положения Корпуса морской пехоты, делают нецелесообразным переоборудование, модернизацию или даже просто сохранение огнемётных танков на вооружении. Этим же письмом M67A2 с 30 июня 1972 года официально снимались с вооружения активных и резервных подразделений Корпуса морской пехоты. Хотя, теоретически, потребность в самоходном огнемёте у морской пехоты не исчезла, считалось, что шасси M48 полностью устарело и будет в скором времени снято с вооружения; перестановка же огнемётных башен на шасси более современного M60A1 была сочтена слишком дорогой. В течение 1972—1974 годов все M67A2 были сняты с вооружения и убраны на длительное хранение на базе МТО в Барстоу. По состоянию на начало 1980-х годов M67A2 всё ещё хранились в резерве морской пехоты.

## Оценка проекта
Общие оценки M67 специалистами, как и огнемётных танков в целом, оказались смешанными. С одной стороны, огнемёт обладал значительным психологическим воздействием и опыт послевоенных конфликтов показывал его эффективность в борьбе с живой силой, укреплениями и техникой. В то же время, серьёзным недостатком M67, проявившимся в ходе боевых действий во Вьетнаме, стала недостаточность запаса огнесмеси для использования танка в продолжительных операциях. Хотя порой огнемётные танки привлекались к наступательным действиям, ни одно подразделение не желало вести в бой небронированные машины снабжения для их перезаправки. Кроме того, огнемётные танки требовали отдельного снабжения их бензином, компонентами огнесмеси и сжатым воздухом, что вместе с необходимостью использования специальных машин поддержки создавало дополнительную нагрузку на службы тылового обеспечения и было ещё одной причиной негативного отношения к M67 командиров танковых частей. Помимо малого боезапаса, огнемёт, даже при сравнительно малой дальности стрельбы, обладал низкой точностью.
Какие-либо претензии к надёжности комплекса вооружения M67 в источниках не упоминаются, однако базовое шасси M48A3 к началу 1970-х годов уже считалось не удовлетворяющим требованиям по этому показателю, что послужило одной из причин снятия M67A2 с вооружения. Несмотря на свои недостатки, M67 по опыту боевых действий оценивался как отвечающий требованиям, а также был признан наиболее подходящим для специфических условий Вьетнамской войны. Вместе с тем, хотя в сравнении с также использовавшимися во Вьетнаме огнемётными машинами M132 на базе бронетранспортёра, танковое шасси имело лучшее бронирование, M67 был также в несколько раз дороже, в том числе в эксплуатации, что послужило причиной скорого отказа от M67 Армии США.
По оценкам западных специалистов, противоснарядное бронирование M67 позволяло применять их на переднем крае, что позволяло более эффективное использование огнемётного вооружения, с его ограниченной дальностью стрельбы, по сравнению с легкобронированными машинами, а тем более ручными образцами. В СССР однако же, к началу 1960-х годов военные пришли к выводу, что прогресс в области противотанкового вооружения делает неэффективным применение танков с огнемётами струйного типа. Для такого мнения имелись основания: для применения своего вооружения, максимальная дальность стрельбы которого не превышала 200—250, а эффективная — 100 метров, огнемётный танк должен был войти не только в зону точного огня танковых, противотанковых и безоткатных орудий, способных расстреливать его с дистанций в 400—1000 метров и не имевших проблем с пробитием его брони — что ещё в большей мере относилось к постепенно получавшим распространение ПТРК — но и в зону эффективного применения массовых ручных противотанковых средств взводного уровня; при этом если ранний РПГ-2 по опыту Вьетнамской войны показал себя малоэффективным против его брони, то принятый на вооружение в 1961 году РПГ-7 обеспечивал приблизительно 40%-й шанс попадания и подбития M48A5 (M67A2) одним выстрелом. Значительной критике подвергалась и командирская башенка M1, которая не только увеличивала силуэт и заметность танка, но и не обеспечивала достаточной защиты командира. Последнее ещё более усугублялось тем, что малая дальность стрельбы M67 давала противнику возможность прицельного огня по уязвимым смотровым приборам башенки. Не способствовала повышению живучести танка и устаревшая противопожарная система, принципиально не изменившаяся со времён Второй мировой войны. При том, что в башне танка размещался бак с более чем тонной огнесмеси, для тушения пожаров в боевом отделении экипаж располагал лишь ручным углекислотным огнетушителем.

### Сравнение с аналогами
Развитие огнемётных танков после окончания Второй мировой войны фактически было продолжено, помимо США, только в СССР. В отличие от США, в СССР был избран испытанный в войну путь создания огнемётных танков с сохранением пушечного вооружения и установкой порохового огнемёта на месте одного из пулемётов, за счёт сокращения артиллерийского боекомплекта; кроме того предпочтение было отдано дальнейшему совершенствованию пороховых огнемётов. На базе основного среднего танка Т-54 в 1948—1954 годах был создан танк ОТ-54, выпущенный в 1955—1959 серией из 110 единиц. Устанавливавшийся на ОТ-54 вместо спаренного пулемёта Т-54 автоматический огнемёт АТО-1 имел сравнительно малую дальность стрельбы, как и возимый запас огнесмеси, по сравнению с вооружением M67, однако сохранение пушечного вооружения значительно расширяло спектр выполняемых танком задач, хотя отсутствие спаренного пулемёта являлось существенным недостатком. В дальнейшем на базе Т-55 был разработан усовершенствованный ТО-55, чьим основным отличием, помимо модернизированного шасси, стал новый, более дальнобойный, огнемёт в стабилизированной установке. Вследствие изменения взглядов военных на эффективность огнемётных танков, однако, ТО-55 был выпущен лишь в незначительных количествах. В попытке увеличения дальнобойности огнемётных танков, на базе Т-54 в 1959—1960 годах был создан танк «Объект 483», схожий с M67 в том, что более мощный огнемёт не позволил сохранить на нём пушечное вооружение; спаренного пулемёта советский танк, однако, не имел. Тем не менее, увеличение ёмкости выстрела и скорости выброса огнесмеси дало сравнительно небольшой прирост дальности, и ввиду всё того же изменения взглядов на огнемётные танки классического типа, как и появления альтернативных технических решений, на вооружение «Объект 483» принят не был.
| Сравнение основных характеристик послевоенных огнемётных танков |                                                                              |                                                         |                                                         |                                                         |
|                                                                 | M67 / M67A2                                                                  | ОТ-54                                                   | ТО-55                                                   | Объект 483                                              |
| Общие данные                                                    |                                                                              |                                                         |                                                         |                                                         |
| Экипаж                                                          | 3                                                                            | 4                                                       | 4                                                       | 3                                                       |
| Боевая масса, т                                                 | 48,0 / 48,5                                                                  | 36,5                                                    | 36,0                                                    | 35,0                                                    |
| Ширина, м                                                       | 3,63                                                                         | 3,27                                                    | 3,27                                                    | 3,27                                                    |
| Высота, м                                                       | 3,09                                                                         | 2,40                                                    | 2,40                                                    | 2,40                                                    |
| Вооружение                                                      |                                                                              |                                                         |                                                         |                                                         |
| Калибр и марка пушки                                            | —                                                                            | 100-мм Д-10                                             | 100-мм Д-10                                             | —                                                       |
| Боекомплект пушки                                               | —                                                                            | 19                                                      | 25                                                      | —                                                       |
| Огнемёт                                                         | пневматический M7-6                                                          | пороховой АТО-1                                         | пороховой АТО-200                                       | пороховой ОМ-250                                        |
| Максимальная дальность стрельбы, м                              | 200                                                                          | 160                                                     | 200                                                     | 270                                                     |
| Запас огнесмеси, л                                              | 1507 (60—70 секунд непрерывного огня)                                        | 460 (20 выстрелов)                                      | 460 (12 выстрелов)                                      | 1600 (14 выстрелов)                                     |
| Система управления огнём                                        | перископический прицел                                                       | телескопический прицел                                  | телескопический прицел, двухплоскостной стабилизатор    | перископический прицел                                  |
| Пулемёты                                                        | 1 × 12,7-мм M2 HB 1 × 7,62-мм M73                                            | 1 × 12,7-мм ДШКМ 1 × 7,62-мм СГМТ                       | 1 × 7,62-мм СГМТ                                        | 1 × 7,62-мм СГМТ                                        |
| Бронирование, мм                                                |                                                                              |                                                         |                                                         |                                                         |
| Лоб корпуса                                                     | 110 / 60° (220)                                                              | 100 / 60° (200)                                         | 100 / 60° (200)                                         | 100 / 60° (200)                                         |
| Лоб башни                                                       | (132—178)                                                                    | (200—216)                                               | (200—216)                                               | (200—216)                                               |
| Борт корпуса                                                    | (51—76)                                                                      | 80 / 0°                                                 | 80 / 0°                                                 | 80 / 0°                                                 |
| Борт башни                                                      | (76)                                                                         | (160—172)                                               | (160—172)                                               | (160—172)                                               |
| Подвижность                                                     |                                                                              |                                                         |                                                         |                                                         |
| Тип двигателя                                                   | V-образный, карбюраторный / дизельный, воздушного охлаждения, 810 / 750 л.с. | V-образный, дизельный, жидкостного охлаждения, 520 л.с. | V-образный, дизельный, жидкостного охлаждения, 580 л.с. | V-образный, дизельный, жидкостного охлаждения, 520 л.с. |
| Удельная мощность, л. с./т                                      | 16,9 / 15,5                                                                  | 14,3                                                    | 16,1                                                    | 14,9                                                    |
| Тип подвески                                                    | индивидуальная торсионная                                                    | индивидуальная торсионная                               | индивидуальная торсионная                               | индивидуальная торсионная                               |
| Максимальная скорость по шоссе, км/ч                            | 48                                                                           | 50                                                      | 50                                                      | 50                                                      |
| Запас хода по шоссе, км                                         | 115—215 / 480                                                                | 400                                                     | 375                                                     | 500                                                     |
| Удельное давление на грунт, кг/см²                              | 0,83 / 0,85                                                                  | 0,82                                                    | 0,81                                                    | 0,80                                                    |

## Сохранившиеся экземпляры

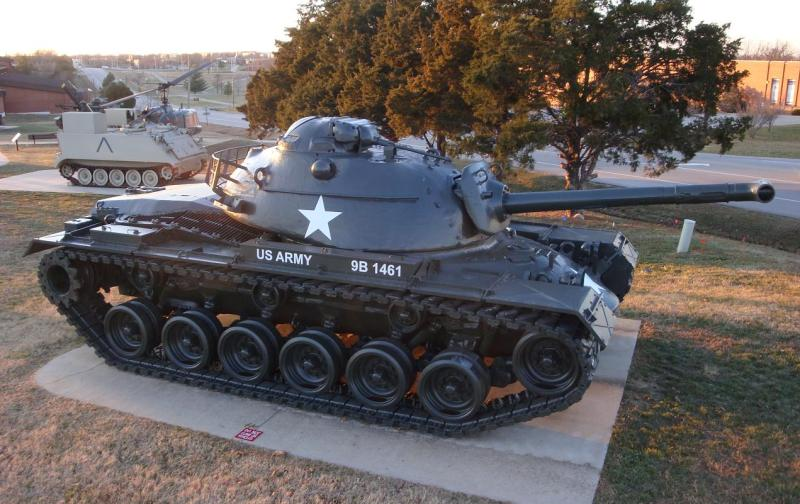
M67A1 в Форте Леонард Вуд, Миссури

Известно по меньшей мере о двух сохранившихся образцах M67:
- Музей вооружений Армии США — M67A1 или M67A2, с/н 1237W;
- Музей Химического корпуса Армии США — M67.

## M67 в индустрии моделизма
В индустрии стендового моделизма сборная пластиковая модель M67 в масштабе 1:35 выпускалась фирмой Ironside на базе набора M48 фирмы Tamiya, однако в продаже эта модель появляется сравнительно редко. Вместе с тем, отличия огнемётного танка от линейного M48 минимальны, сводясь к иным стволу орудия и передним осветителям. Сборные модели в масштабе 1:35 выпускались рядом фирм, в частности Revell/Monogram Models (M48A2), Tamiya (M48A3) и Legend Productions (конверсионный набор для M48A1 из M48A3), и конверсионный набор в M67A1 выпускался фирмой Bronto Models. Декаль с обозначениями на M67A2 периода Вьетнамской войны выпускалась фирмой Bison Decals/Begemot.

### Сноски
1. ↑  Соответственно, полная и полезная мощность двигателя
2. 1 2  Соответственно, только на внутренних топливных баках или с учётом сбрасываемых дополнительных баков
3. ↑  Соответственно, по полной и полезной мощности двигателя
4. ↑  Основная часть финансирования в указанный период уходила ВВС и ВМС, как носителям стратегически важного ядерного оружия. Армия же собственных средств доставки последнего пока не имела, кроме того, взгляды на её будущий облик в условиях ядерной войны были неопределёнными
5. ↑  Несколько нестандартное для вооружённых сил США обозначение является составным, образованным от обозначений системы питания огнемёта M7 (англ. Fuel and Pressure Unit M7) и непосредственно огнемёта M6 (англ. Flame Gun M6)
6. ↑  англ. Ordnance Technical Committee Minute — «протокол Комитета вооружений», обозначение для принимавшихся по итогам заседаний Комитета вооружений документов
7. ↑  Огнемётная башня теоретически могла также устанавливаться на шасси M60, так как базовые пушечные башни обоих танков были взаимозаменяемы, хотя такая операция требовала большего объёма работ и никогда не была стандартизирована
8. ↑  В том числе потому, что использование огнемёта требовало специальной подготовки, не дававшейся экипажам линейных танков
9. ↑  При угле возвышения спаренной установки в 0°
10. ↑  M48A3, послуживший базой для M67A2, оснащался новой башенкой по типу M60, но огнемётные танки при модернизации ей не оборудовались
11. ↑  Хотя трассёр пули M17 выгорает уже после приблизительно 1450 метров
12. ↑  По выгоранию трассёра пуль
13. ↑  На начальном этапе войны использование бронетехники, прежде всего танков, во Вьетнаме было запрещено Армии как из политических, так и из тактических соображений, лишь с 1967 года опыт боёв стал достаточно весомым доводом для широкого использования сухопутными войсками танков во Вьетнаме
14. ↑  Однако же была значительно снижена поступлением в войска ручных реактивных огнемётов M202. Дополнительным доводом в пользу расформирования подразделений огнемётных танков послужило формирование в танковых батальонах четвёртых танковых рот, на комплектование которых в условиях нехватки людских ресурсов пошли экипажи M67
15. ↑  В действительности, M48 эксплуатировались вооружёнными силами США вплоть до 1990-х годов, чему способствовала также модернизационная программа M48A5, однако на 1971 год о ней ещё не было известно
16. ↑  Вместе с этим были развёрнуты опытно-конструкторские работы по созданию танковых реактивных огнемётов. В США в начале 1970-х годов также велись работы по созданию огневых снарядов для стандартных танковых пушек в рамках программы FLASH
17. ↑  Фактический шанс подбития M67 был ещё выше вследствие меньшей живучести огнемётного танка за счёт размещения в боевом отделении бака с пожароопасной огнесмесью
18. ↑  По сравнению со внедрявшимися в танкостроении других стран автоматическими и полуавтоматическими системами с более эффективными огнетушащими составами
19. ↑  Соответственно, зенитный и спаренный
20. ↑  Соответственно, зенитный и неподвижный курсовой
21. ↑  Неподвижный курсовой
22. ↑  Неподвижный курсовой
23. ↑  В скобках указана приведённая толщина брони; для деталей сложной формы указана только приведённая толщина